# Morgan Seymour
Morgan Seymour (* 6. Mai 1992 in Whakatāne) ist ein ehemaliger neuseeländischer Beachvolleyball- und Volleyballspieler. Er wurde zwei Mal neuseeländischer Meister im Sand und einmal in der Halle.

## Karriere

### Karriere Halle
Mit Harbour Raiders VC wurde Seymour 2012 Vierter der neuseeländischen Meisterschaft. In der folgenden Saison wurde der Verein Dritter und 2017 gelang es dem Team, den Titel zu erringen. Anschließend wechselte Seymour zu East Coast Old Boys VC. Sein Beachpartner war vom Volleyballclub Mauao an die Ostküste gewechselt, sodass die beiden in der Spielzeit 2018 ihren Sport sowohl in der Halle als auch im Sand auf der gleichen Seite des Netzes betrieben.

### Karriere Beach
2010 startete der damals Siebzehnjährige bei der U19-Weltmeisterschaft in Porto mit Paora Morunga. Die Neuseeländer konnten sich durch zwei Siege als Poolzweite für das Achtelfinale qualifizieren. Dort unterlagen sie den Bronzemedaillengewinnern Lorenz Schümann und Dominik Stork aus Deutschland. Eine Saison später trat Seymour mit Sonny Hirini beim gleichen Wettbewerb an, der diesmal in Umag stattfand. Dem Duo gelang es, die Vorrunde ungeschlagen zu überstehen. Neben einem kanadischen und einem tschechischen Beachpaar hatten die Deutschen Jenne Hinrichsen / Daniel Malescha das Nachsehen. Doch auch bei dieser Veranstaltung kam das Aus in der ersten Hauptrunde. 2012 betraten Seymour und Rene Kapa zum ersten Mal gemeinsam ein Beachvolleyballfeld. Wie schon bei den Juniorenveranstaltungen zuvor war das Resultat bei den Asienmeisterschaften ein geteilter neunter Rang.
Drei Jahre später starteten die beiden bei einem Open der Asientour und belegten den geteilten siebzehnten Rang. 2016 waren sie nur auf heimischen Sandplätzen unterwegs und erkämpften in Auckland eine Bronzemedaille. Eine Spielzeit später standen sie bei den Mount Maunganui Open im Endspiel und gewannen nach dem Sieg über Watson / Harris zum ersten Mal die neuseeländischen Meisterschaften. Anschließend wurde es wieder international. Beim Ein-Stern-Event in Shepparton erreichten die Neuseeländer das Viertelfinale. Bei den Asian Championships lief es nicht mehr so gut wie beim ersten Mal. Der siebzehnte Rang war das Ergebnis. Im mitteleuropäischen Sommer waren Kapa und Seymour in Deutschland aktiv. Bei niederklassigeren Turnieren standen sie drei Mal im Endspiel. Beim Smart Beach Cup in Sankt Peter-Ording überstanden sie die Qualifikation und konnten nur durch zwei Niederlagen gegen den zweimaligen Olympiateilnehmer Marcus Popp und den ehemaligen Studentenweltmeister Tim Holler auf den geteilten fünften Rang verwiesen werden. Am Schluss des Jahres erkämpften die Neuseeländer noch beim Zwei-Sterne-Wettbewerb in Sydney den geteilten neunten Platz. 
2018 konnten sie ihren Landesmeistertitel verteidigen. Nach dem Vorschlussrundensieg gegen die O’Dea Brüder Ben und Sam mussten Thomas Hartles und wiederum Mike Watson sich nach einem dritten hart umkämpften Satz gegen ihre Landsleute geschlagen geben. Die gewannen in der gleichen Saison auch noch die Gesamtwertung der Neuseelandtour. Der Jahresabschluss fand für die beiden wieder in Australien statt. In Shepparton reichte es diesmal nur zum neunten Platz.
Nach vier Spielzeiten Pause wurde Morgan Seymour noch einmal mit seinem Partner aus Jugendzeiten Sonny Hirini im Sand aktiv. Bei der heimischen Beachserie belegte das Duo bei drei Veranstaltungen jeweils Rang fünf. Anschließend beendeten beide ihre Karriere.